# Omloop van het Waasland 2005
L'Omloop van het Waasland 2005, quarantunesima edizione della corsa, valido come evento dell'UCI Europe Tour 2005 categoria 1.2, si svolse il 13 marzo 2005 su un percorso totale di circa 187 km. Fu vinto dal belga Gorik Gardeyn, che terminò la gara in 4h30'00" alla media di 41,55 km/h.

## Ordine d'arrivo (Top 10)
| Pos. | Corridore           | Squadra         | Tempo    |
| ---- | ------------------- | --------------- | -------- |
| 1    | Gorik Gardeyn       | Mr Bookmaker    | 4h30'00" |
| 2    | Ludo Dierckxsens    | Landbouwkrediet | s.t.     |
| 3    | Michiel Elijzen     | Rabobank Con.   | s.t.     |
| 4    | Glenn D'Hollander   | Landbouwkrediet | s.t.     |
| 5    | Hans Dekkers        | Rabobank Con.   | a 29"    |
| 6    | Tom Stamsnijder     | Rabobank Con.   | s.t.     |
| 7    | James Vanlandschoot | Landbouwkrediet | s.t.     |
| 8    | Niko Eeckhout       | Chocolade Jac.  | s.t.     |
| 9    | Tim Meeusen         | Drukkerij       | s.t.     |
| 10   | Michael Blanchy     | Jartazi         | s.t.     |